# Zieglstadl (Isen)
Zieglstadl ist ein Gemeindeteil des Marktes Isen im oberbayerischen Landkreis Erding.

## Lage
Der Weiler Zieglstadl liegt 1,3 Kilometer südwestlich des Marktplatzes von Isen in der Gemarkung Isen, d. h. etwa 650 Meter östlich des östlichen Ortsrandes von Isen.

## Bevölkerungsentwicklung
Um 1871 gab es in Zieglstadl 25 Einwohner. Im Mai 1987 lebten dort 18 Einwohner in fünf Wohngebäuden.
| Jahr      | 1871 | 1925 | 1950 | 1970 | 1987 |
| Einwohner | 25   | 13   | 10   | 11   | 18   |